# Église Saint-Médard de Rancourt-sur-Ornain
L'église Saint-Médard est une église catholique située à Rancourt-sur-Ornain, en France.

## Localisation
L'église est située dans le département français de la Meuse, sur la commune de Rancourt-sur-Ornain.

## Historique
L'église, des XVe et XVIe siècles, est de style gothique flamboyant. Depuis la tempête de 1999, l'édifice souffre de problèmes de stabilité.
L'édifice est classé au titre des monuments historiques en 1994.